# 巡洋戦艦
巡洋戦艦（じゅんようせんかん、英: Battlecruiser、独: Schlachtkreuzer）は、強力な攻撃力と高速性能を持つ大型の戦闘艦を指す。
巡洋艦の特徴である高速性能と運動性能、戦艦に匹敵する大口径砲による攻撃力とを合わせ持つ。
代償として戦艦に比べ防御力を若干犠牲とする設計としている。第二次世界大戦までは、戦艦とともに主力艦の扱いを受けた。
英名を直訳すると「戦闘巡洋艦」となる。
この艦種を初めて1908年に建造したイギリス海軍の定義においては、広義では巡洋艦と位置付けられており、高速・運動性能と攻撃力を合わせもつことで、反撃を受けることなく敵の射程外から一方的に攻撃しようというコンセプトであった。
第一次世界大戦において、巡洋戦艦は有効性を示した。
ユトランド沖海戦では主力部隊として活躍しつつも、一方では英国海軍艦は防御力の脆弱さから大きな損害を出した。
列強各国はこれらの戦訓を取り入れ、高速戦艦へ進化した。

## 概要
巡洋戦艦は、装甲巡洋艦（Armored cruiser）を発展させた艦種であった。
速力を発揮するために、同時期の戦艦よりも長大な艦形となり、大出力機関と大量の燃料貯蔵庫を有する。
同排水量の戦艦よりも建造費は嵩んだ。後期の艦では同期に建造された戦艦よりも排水量が大きくなり、その傾向は一層強くなった。
一方、日本海軍では「戦艦的巡洋艦（バトルシップ・クルーザー）」として扱われた。
造艦面では、巡洋戦艦のコンセプトを先取りしたとも評される（筑波型）。
運用面では多様な任務に従事すると共に、艦隊決戦において戦艦戦隊と行動を共にすることを前提としていた。しかし1931年（昭和6年）には、日本海軍からは巡洋戦艦という艦種がなくなり戦艦に併合された。

## 呼称
イギリス海軍における艦種略号はBattle Cruiserの2文字をとって「BC」である。この名称を直訳すると戦闘巡洋艦となる。
アメリカ海軍は巡洋戦艦の艦種略号としてイギリスとは異なる「CC」を定めていたが、巡洋戦艦として完成した艦を保有したことが無いので「CC」をつけられた艦は存在しない。アラスカ級は大型巡洋艦 (Large Cruser) を略し、ただしCLは既に軽巡洋艦 (Light Cruser) に用いられていたためBigの「B」を後ろにつけて「CB」とされた(イギリス式のBCもあるため、「Big Cruser」にもできなかった)。
日本海軍は巡洋戦艦の名称をもちいた。1912年（大正元年）8月28日の艦艇類別等級の改訂により、はじめて巡洋戦艦の名称が登場し、一等巡洋艦（装甲巡洋艦）（筑波型2隻、鞍馬型2隻）が巡洋戦艦に類別変更された。
日本海軍の巡洋戦艦は「戦艦的な巡洋艦（バトルシップ・クルーザー）」という性格が強く、福井静夫（海軍技術将校、艦艇研究家）は「しいて英訳するとCruser Battle Ship（クルーザー・バトルシップ、巡洋艦の速力をもった戦艦）であろう」と表現している。
また八八艦隊の天城型巡洋戦艦は、第一次世界大戦の戦訓を取り入れた高速戦艦 (Fast Battleship) であり、既存の巡洋戦艦と一線を画す。
第一次世界大戦後の技術発展により巡洋戦艦と高速戦艦の区別があいまいになり、1931年（昭和6年）6月1日をもって巡洋戦艦の等級は削除、金剛型巡洋戦艦は金剛型戦艦に改称された。

## 特徴と誕生
巡洋戦艦はイギリス海軍のジョン・アーバスノット・フィッシャー大将によって創造された艦種である。それは単に装甲巡洋艦の任務を継承するだけでなく、同大将が実現した戦艦ドレッドノートの艦隊に随伴するのにふさわしい偵察兵力として生まれた。
フィッシャー大将の考えた巡洋戦艦の任務は以下の5つで、同等の巡洋戦艦とは戦わない前提だった。
1. 主力艦隊のための純粋な偵察
2. 軽艦艇を主体とした敵警戒網を突破しての強行偵察
3. 敵戦艦の射程外においての敵弱小・中規模艦狩り[10]
4. 遁走・退却する敵の追跡・撃破
5. シーレーン防衛（北大西洋における戦略的機動を含む）[注 24]

各国の巡洋戦艦は下記の共通的特徴を持つ。
1. 主砲は同時またはそれに近い計画の戦艦と同一型式
2. 戦艦よりも数ノット優速
3. 戦艦よりも軽装甲（フィッシャー卿の「速力は最大の防御」という主張による）[10]
4. 局面によっては、戦艦としても運用できる[注 25]

日本海軍が八八艦隊で建造もしくは計画した天城型巡洋戦艦と十三号型巡洋戦艦は、以下の特徴を持つ。
1. 同計画の戦艦の火力と防御力を備え、かつ列強各国の新世代巡洋戦艦（フッドなど）と同等の速力を持つ。
2. 書類上は「巡洋戦艦」と呼ばれるが、実態は同計画の戦艦（長門型、加賀型）よりも高性能の「高速戦艦」[17]。

## 沿革
日清戦争の黄海海戦の戦訓により、装甲巡洋艦 (Armored cruiser) の重要性が改めて認識された。
日露戦争の黄海海戦(1904年)と日本海海戦(1905年)では、日本海軍の有力な諸外国製（輸入）装甲巡洋艦8隻がイギリス製の前弩級戦艦4隻と行動を共にし、大きな戦果を挙げる。
日本海軍は装甲巡洋艦を主力艦隊に編入して海戦へ投入したが、その攻撃力に不満をもった。そこで戦艦の砲力と巡洋艦の速力を持った大型艦（代償として防御力は重視せず）を建造、巡洋戦艦の元祖たる筑波型装甲巡洋艦が誕生した。
同海戦で敗北したロシア帝国海軍も、戦訓を取り入れて基準排水量約17,000トンに達する大型装甲巡洋艦リューリクをイギリスのヴィッカース=アームストロング社で建造した（1905年9月建造開始、1909年7月竣工）。
イギリス海軍は、上記海戦での戦艦主砲の威力、また同時に中間砲の射弾観測の困難さを重要視し、中間砲を廃止して主砲口径を統一することにより、主砲門数にして従来の2倍以上（従来型4門に対して10門〈片舷8門〉）を持つ戦艦「ドレッドノート」を1906年に建造した。いわゆる弩級戦艦の誕生と、建艦競争の勃発である。
またイギリスは日露戦争の戦訓から、少なくとも3ノットの優速があれば、不利な状況下でも危機を脱して態勢を立て直すことが出来ると認識した。この考え方を装甲巡洋艦にも適用し、洋上で出会うあらゆる巡洋艦を撃滅し得る強力な超装甲巡洋艦が必要であると考え、従来型装甲巡洋艦はマイノーター級で打ち切りになった。1908年、ド級戦艦に匹敵する火力（30.5cm連装砲4基8門〈片舷6門〉）でありながら速力26ノット以上を発揮するインヴィンシブルが誕生した。
建造当初、インヴィンシブル級は装甲巡洋艦に分類されていたが、1912年にBattle Cruiserという新しい艦種名に分類されることとなった。直訳すると「戦闘巡洋艦」になる。日本海軍は同年8月28日に「巡洋戦艦」の名称で採用し、既存の筑波型（筑波、生駒）と鞍馬型（鞍馬、伊吹）が「巡洋戦艦」に艦種変更された。同年11月21日には比叡が、翌年8月16日には金剛が巡洋戦艦に類別された。

### 初期の巡洋戦艦と戦艦の比較
| 艦種       | 艦名             | 排水量     | 速力     | 主砲         | 舷側装甲 |
| ---------- | ---------------- | ---------- | -------- | ------------ | -------- |
| 戦艦       | 三笠             | 15,200トン | 18ノット | 30.5cm砲04門 | 223mm    |
| 装甲巡洋艦 | 出雲             | 09,773トン | 21ノット | 20.3cm砲04門 | 178mm    |
| 装甲巡洋艦 | 筑波             | 13,750トン | 21ノット | 30.5cm砲04門 | 178mm    |
| 弩級戦艦   | ドレッドノート   | 18,110トン | 21ノット | 30.5cm砲10門 | 279mm    |
| 巡洋戦艦   | インヴィンシブル | 17,373トン | 25ノット | 30.5cm砲08門 | 152mm    |

### 巡洋戦艦の発達
最初期の「巡洋戦艦」的な軍艦の一つは、ロシア帝国海軍のペレスヴェート級戦艦（艦隊型装甲艦）であった。対巡洋艦戦闘と通商破壊任務に対応できる「最大速力18ノットを発揮する高速戦艦」として就役したが、技術発展により仮想敵国が保有する敷島型戦艦（18ノット発揮可能）に追いつかれてしまった。この艦隊装甲艦は3隻とも日露戦争に参加し、バルチック艦隊所属の2番艦オスリャービャが日本海海戦で撃沈された。太平洋艦隊所属の1番艦と3番艦は黄海海戦で損傷しつつ生還したが、旅順攻囲戦により沈没したのち、日本海軍に捕獲された（ペレスヴェートは戦艦相模、ポペーダは戦艦周防と改称）。
イギリス式巡洋戦艦の特色は、主砲こそ同世代の戦艦と同等の物を搭載したが、防御装甲を軽防御に留めた代償に、装甲巡洋艦を凌駕する高速性能を持っていたことである。というよりも日露戦争で得られた戦訓から、装甲巡洋艦の砲力を戦艦並みに引き上げ、かつ装甲巡洋艦の速力を維持した"超装甲巡洋艦"が、巡洋戦艦の発祥である。ゆえに英語表記ではBattlecruiser、直訳すれば戦闘巡洋艦と呼ばれるのである。この考え方はフォークランド沖海戦でドイツ装甲巡洋艦に対して火力と速力の優位性により、見事なまでに達成された。
イギリス海軍において弩級戦艦の性能は順次拡大され、弩級戦艦から既存の主砲口径を凌駕する34センチ（13.5インチ）砲や35.6センチ（14インチ）砲を持つ超弩級戦艦 (Super Dreadnoughts) へと発達するにつれて、巡洋戦艦も超弩級巡洋戦艦へと拡大発展して行った。
ライオン級巡洋戦艦は13.5インチ連装砲塔4基（合計8門）を搭載し、速力28-29ノットを発揮した。だがライオン級の防御力は、装甲巡洋艦よりもやや強力な装甲を持つが格下の弩級戦艦や同格の巡洋戦艦の火力にも耐えられない物だった。さらに主砲口径を38.1cm連装砲3基6門に強化し、速力29ノット台を達成したレナウン級は、代償として防御能力はインヴィンシブル級の時代に逆戻りしてしまう程の軽防御であった。もっともこれは戦時緊急計画に基づく建造期間の短縮による制約を受けた物である。
しかし、ドイツ海軍もまた超ド級戦艦や超ド級巡洋戦艦を建造し始めたことに対応して、イギリス海軍は38.1連装砲4基8門を搭載し、速力25ノットを発揮するクイーン・エリザベス級戦艦を開発した。クイーン・エリザベス級戦艦は、巡洋戦艦と戦艦をあわせたような「軽速戦艦」であり、その速力は最初期の巡洋戦艦に匹敵した。
バルト海作戦向けに開発されたカレイジャス級巡洋戦艦3隻（カレイジャス、グローリアス、フューリアス）は、軽巡洋戦艦と評すべき性能とコンセプトを持っていた。姉妹艦のうち、超大型軽巡洋艦フューリアスに至っては、空前の40口径45.7センチ（18インチ）単装砲2門を装備する予定だった。
第一次世界大戦中に計画・建造されたアドミラル級巡洋戦艦は、ユトランド海戦の戦訓により設計を変更する。完成した「フッド」は、戦艦の火力と防御力を兼ね備えた上に、巡洋戦艦としての速力も維持していた。すなわち、最初期の高速戦艦とも表すべき艦型であった。このように巡洋戦艦は、ユトランド海戦を経て、結果的に高速戦艦へ発展していった。
「自艦の搭載する主砲弾の攻撃に耐えられるだけの装甲を施すのが戦艦のセオリーであるが、それを満たさない艦が巡洋戦艦」という定義が広まったが、あくまで後づけの定義である。ただし、こういった後づけ定義が広まる以前は、ガングート級戦艦やクイーン・エリザベス級戦艦など、防御力を妥協して速力を優先した艦も戦艦に分類されている。後づけの定義が広まった以降は、ドイツが戦艦として建造したシャルンホルスト級を、その「防御力の弱さ」を理由に英国は巡洋戦艦に分類している。日本海軍に至っては、フランスのダンケルク級戦艦を「巡洋戦艦」と評価している。
ドイツ帝国海軍における巡洋戦艦（装甲巡洋艦）の設計思想は、インヴィンシブル級の出現で大きく変更された。ドイツ帝国海軍の巡洋戦艦は、最初から敵国巡洋戦艦との戦闘を考慮して設計されていたが、自国の大口径砲およびボイラー技術・大型艦用タービン主機の製造能力の遅れなどの要因から、イギリスの同種艦と比べてコンセプトは若干異なった。
ドイツの巡洋戦艦の特色は、同時期建造の戦艦よりひとクラス小口径の砲を選択する反面、防御能力は自国の装甲巡洋艦以上でむしろ戦艦に次ぐ装甲厚を持っていた（ドイツ巡洋戦艦の各部装甲の厚みはイギリス巡洋戦艦を上回り、イギリス戦艦の装甲厚に匹敵していた）。これにより、イギリス巡洋戦艦と正面切って撃ち合って、敵艦からの被弾に耐えつつ、敵艦を確実に撃沈し得る砲力を備えるに至り、この考え方はユトランド沖海戦では一定の成果を証明した。しかし戦艦との砲戦では早期に戦闘力を失うなど限界もまた露呈し、また巡洋戦艦本来の特徴であるはずの航続力・長期航海のための居住性に関してはイギリス巡洋戦艦に劣っていた。なおドイツ帝国海軍においては、巡洋戦艦は特に新たな類別等級を設けることなく、従来からある「大型巡洋艦（Großer Kreuzer）」にそのまま分類された。これは、リスク論理に基づく国家予算上に制定された法律である艦隊法によるもので、ドイツ海軍の大型巡洋艦とは他国海軍でいう装甲巡洋艦と巡洋戦艦を含む艦種名である。
また、イギリスのライオン級を元に設計されたのが、日本海軍の装甲巡洋艦「金剛」である。1番艦「金剛」（伊号装甲巡洋艦）は技術導入のため英国ヴィッカース社で建造された。その姉妹艦3隻は日本国内で建造され、横須賀海軍工廠で「比叡」（卯号巡洋艦）が、神戸川崎造船所で「榛名」が、三菱長崎造船所で「霧島」が建造された。なおヴィッカース社で金剛型装甲巡洋艦の設計を担当したジョージ・サーストンによれば、金剛型はオスマン帝国のために建造中だったレシャディエ級戦艦 (Reşadiye sınıfı zırhlı) レシャド5世を再設計した艦型である。主砲として、従来のイギリス弩級戦艦や巡洋戦艦はもちろん、当時の日本海軍主力艦（薩摩型戦艦、河内型戦艦）も装備していない14インチ（35.6センチ）砲を採用した。金剛型の設計経験をもとに、英海軍はライオン級4番艦として準備されていた「タイガー」を金剛型をベースに設計を変更し別クラスとして建造した。
巡洋戦艦は、強力な砲力を持ち高速力を有するゆえに、戦艦よりも使いやすい艦種として活躍する機会が多かった。

### 第一次世界大戦での戦い

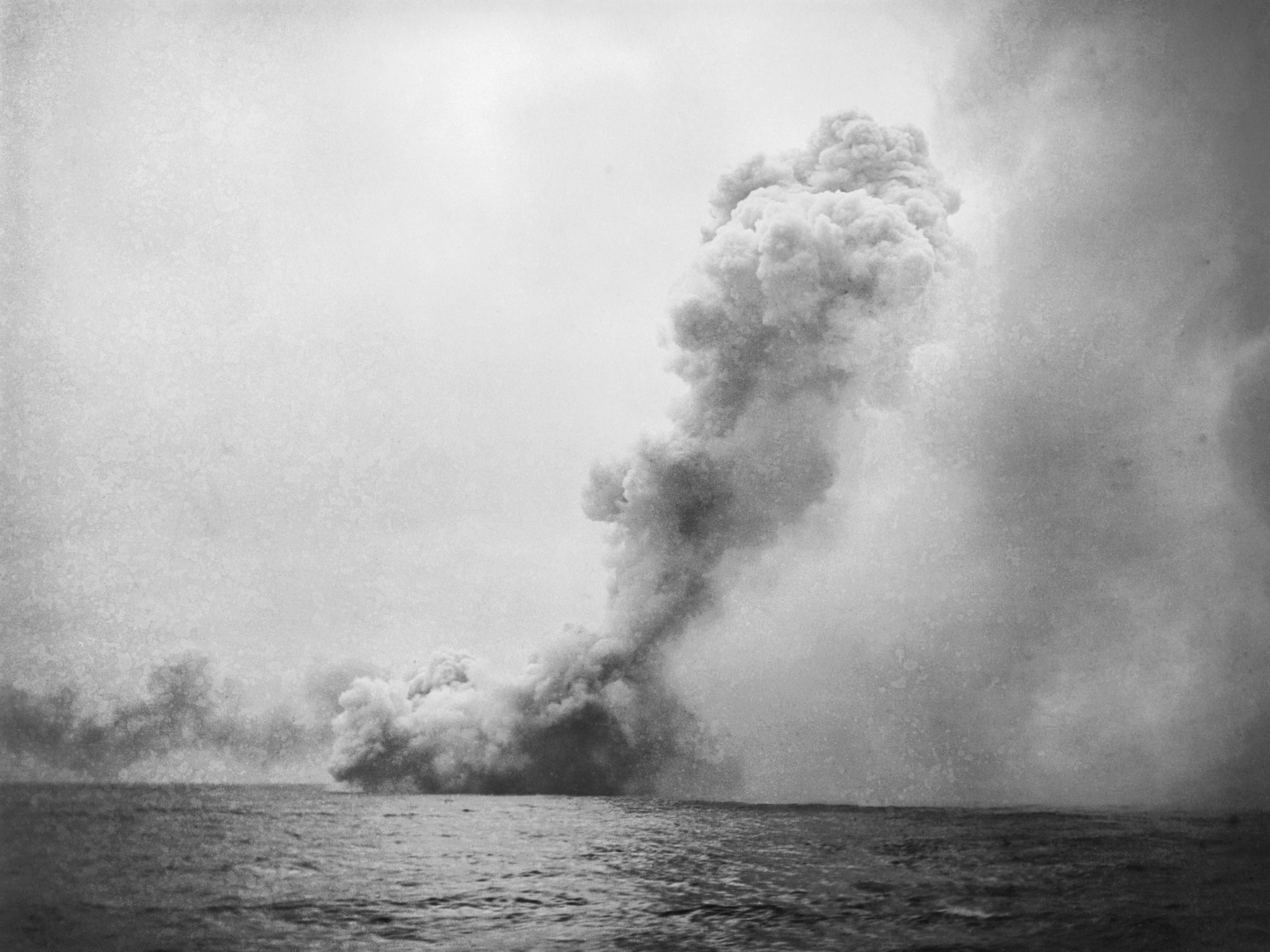
濛々たる黒煙をあげて爆沈したクイーン・メリー。

第一次世界大戦で幾度か生起した海戦により、装甲巡洋艦と防護巡洋艦が完全に時代遅れになったこと、巡洋戦艦の有効性と弱点が判明した。
- フォークランド沖海戦（1914年12月8日）[80]：ドイツ東洋艦隊の主力であるシャルンホルスト級装甲巡洋艦「シャルンホルスト」と「グナイゼナウ」（後述艦の先代クラス）を[81]、イギリスのインヴィンシブル級巡洋戦艦「インヴィンシブル」と「インフレキシブル」が圧倒・撃沈した[82]。インヴィンシブル級巡洋戦艦の防御力は、装甲巡洋艦相手の砲戦であれば十分であった（「マクシミリアン・フォン・シュペー#スターディ艦隊の損害」を参照）。

- ドッガー・バンク海戦（1915年1月24日）[83]：英独の巡洋戦艦同士が戦った海戦[84]。英国は巡洋戦艦5隻、ドイツ側は巡洋戦艦3隻と装甲巡洋艦1隻が対戦し、防御力に劣るドイツの装甲巡洋艦「ブリュッヒャー」がイギリス側に撃沈された[82]。

この2回の戦闘で、巡洋戦艦の有用性と装甲巡洋艦の時代遅れが明らかになった。
- ユトランド沖海戦（1916年5月末）[85]：第一次大戦最大の主力艦同士の対戦[86]。ドイツ側は「スカゲラックの勝利」と宣伝したが、戦略的にはイギリスの勝利であった[87]。イギリス海軍のグランドフリートとドイツ帝国海軍の大洋艦隊が対決した[88]。英独の巡洋戦艦と戦艦のほとんど全てが参加したが、実際に戦ったのは前衛部隊にいた巡洋戦艦同士で、戦艦戦隊は巡洋戦艦に近い最高速度を持つクイーン・エリザベス級戦艦（ウォースパイト型戦艦）を除いては[12]、戦場に顔を出しただけといっても良いような状態だった。

装甲巡洋艦には圧勝したイギリス巡洋戦艦だが、弩級戦艦クラスの火力（12インチ砲または11インチ砲）に留まるドイツ巡洋戦艦の砲撃に対してすら防御力が不十分なことから、各艦は重大な損害を受けた。特にイギリスの巡洋戦艦3隻（インヴィンシブル、インディファティガブル、クイーン・メリー）は、ドイツ巡洋戦艦の砲撃で主砲塔などバイタルパートの装甲を貫徹され、火薬庫が誘爆して轟沈した。ドイツの巡洋戦艦はイギリスの同種艦よりも強靭な防御力を誇り、多数の命中弾を受けても多くの艦が耐え抜いてドイツ艦の堅牢さを証明した。一方でドイツの巡洋戦艦「リュッツオウ」は、被弾の累積による浸水の増加で行動力を喪失し、最終的に自沈した。

### 第一次大戦後の状況
ユトランド沖海戦では、イギリス式設計の防御力を軽視した巡洋戦艦が、同等以上の速力を持つ敵主力艦と会敵した場合には危険極まりないことが判明した。同時に、従来の戦艦の速力不足も露呈した。すなわち新世代に求められる主力艦が「『巡洋戦艦の速力』と『戦艦の火力と防御力』を併せ持つ高速戦艦」であることが明確になった。
そこで建造中だったイギリス海軍の「フッド」や、設計中（日本の八八艦隊）の天城型巡洋戦艦は大幅な改設計が行われた。
ユトランド海戦の戦訓を取り入れた巡洋戦艦は大火力・重防御・高速力を実現するため大型化し、排水量4万～5万トン、主砲40cm～46cmという高速戦艦に進化した。イギリス海軍のG3型巡洋戦艦は、16インチ45口径砲三連装砲塔3基9門、排水量約48,500トン、速力約32ノットであった。日本海軍の十三号型巡洋戦艦は、排水量47,500トン、18インチ45口径連装砲塔2基8門、速力約30ノットであった。
日本海軍とイギリス海軍の巡洋戦艦が事実上「高速戦艦」となった一方で、アメリカ海軍はダニエルズ・プランによりレキシントン級巡洋戦艦（巡洋戦艦隊）とサウスダコタ級戦艦（戦闘艦隊）の両方を整備することにした。
列強各国間で建艦競争がはじまりかけたとき、アメリカの提案によりワシントン会議が開催される。
ワシントン軍縮条約の締結により海軍休日時代が訪れ、大艦巨砲主義と建艦競争は一段落する。高速戦艦の時代は先送りされた。
また第一次大戦後に残った各国の巡洋戦艦は、軍縮条約の制限下で、戦訓による防御力強化の改装が行われた。特に金剛型巡洋戦艦は、第一次改装によって甲板防御と水中防御が強化された代償として3,000トンも重くなり、速度が27.5ノットから25ノット程度まで低下した。また近代化改装後の扶桑型戦艦や伊勢型戦艦は、金剛型と同等の25ノットを発揮するようになった。さらに新世代の長門型戦艦も25ノットを発揮可能であり、巡洋戦艦と戦艦の区別があいまいになった。そこで日本海軍は1931年（昭和6年）6月1日付で巡洋戦艦の類別を廃止し、戦艦で統一した。しかし金剛型は、既存の日本戦艦に比べれば弱防御のままであり、低下したとはいえ速度は従来のドイツ巡洋戦艦並みである。この後、宇垣纏少将などの意見もあり、第二次改装で機関出力を2倍に強化し、速力30ノットの高速戦艦に生まれ変わった。
金剛型戦艦（改装榛名型戦艦）はアメリカやイギリスの大型巡洋艦と交戦することを企図していたが艦齢を重ねており、日本海軍は超甲型巡洋艦の建造計画を進めた（⑤計画、⑥計画）。
イギリス海軍のレナウン級「レパルス」と「レナウン」は、第一次改装（舷側装甲が152mm→229mmに増強）が実施され防御力が強化された。更にドイツの海軍増強に対応するため、新戦艦の技術を用いた第二次改装が計画されたが、「レナウン」の改装後に第二次世界大戦が勃発したため、「レパルス」は改装する機会を失い、そのまま実戦に投入された。艦歴が比較的若く、基本性能が優秀であった「フッド」は、大規模近代化改装どころか軽度の改装すら引き伸ばされ続けたために対空火器の強化程度で実戦投入された。イギリス海軍の巡洋戦艦は、ドイツ海軍のドイッチュラント級装甲艦（ポケット戦艦）の天敵であった。

### 第二次世界大戦での戦い
第二次世界大戦には日英あわせて7隻の巡洋戦艦+元巡洋戦艦と、日本海軍や諸外国から巡洋戦艦と評されていたシャルンホルスト級2隻やダンケルク級2隻が参加したが、終戦まで生き残ったのは英国のレナウン（1948年に売却）だけであった。なお最後まで在籍していた巡洋戦艦は、トルコのヤウズ（元はドイツ帝国海軍のモルトケ級巡洋戦艦「ゲーベン」、1912年7月就役、1914年8月オスマン帝国に譲渡）である。ヤウズは1971年に売却された。
各艦の最期は次のとおり。

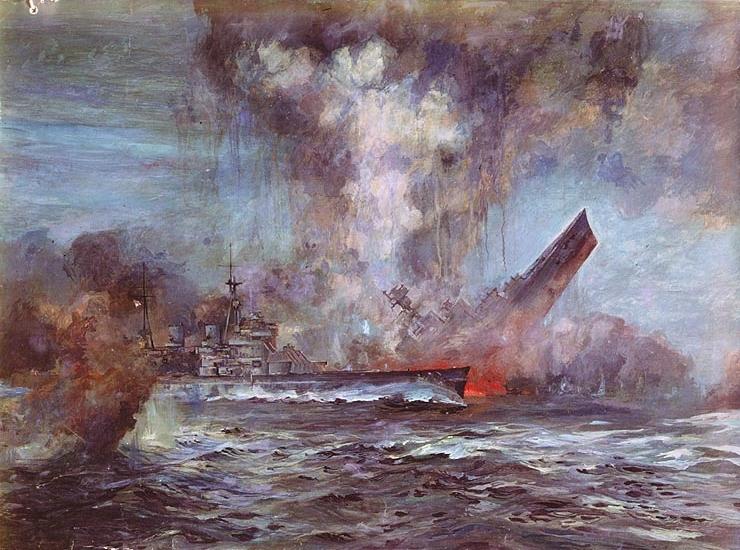
爆沈するフッド。
手前の戦艦は「プリンス・オブ・ウェールズ」

- フッド（1941年5月24日）[110]：デンマーク海峡海戦において、英艦隊（フッド〈旗艦〉、プリンス・オブ・ウェールズ）がドイツ戦艦「ビスマルク」と重巡洋艦「プリンツ・オイゲン」と交戦する[111]。ビスマルクの38cm砲弾がフッドの防御装甲を貫通し、火薬庫が爆発して轟沈[112]。（非装甲部位を貫いたとの説も有力である）
- レパルス（1941年12月）：マレー沖で[113]、日本海軍航空隊の攻撃で魚雷推定4-6本、爆弾1発を受け沈没。
- ダンケルク（1942年11月）：トゥーロンで自沈。
- ストラスブール（1942年11月）：トゥーロンで自沈。浮揚後の1944年8月、アメリカ軍機の爆撃で沈没。再度浮揚後、スクラップとして売却。
- 比叡（1942年11月）：第三次ソロモン海戦で米国巡洋艦隊との夜戦により操舵不能となり、米国が制空権を持つ戦場海域（ガダルカナル島沖）から離脱できずに朝を迎えた。米国航空機の反復攻撃を受けて行動不能となり、自沈。
- 霧島（1942年11月）：比叡に続き第三次ソロモン海戦（第二夜戦）で近藤艦隊主隊[注 41]として米戦艦「ワシントン」および「サウスダコタ」と交戦する。各艦と協同でサウスダコタを撃破したが、ワシントンが発射した40cm砲弾推定9発が命中。舵故障と浸水により転覆、沈没。
- シャルンホルスト（1943年12月）[114]：北岬沖海戦で戦艦デューク・オブ・ヨーク以下と交戦、砲弾と魚雷多数が命中して沈没[115]。
- 金剛（1944年11月)：台湾海峡でアメリカ軍潜水艦シーライオン(II)の魚雷2本が命中、浸水が止まらず転覆して沈没。（潜水艦に撃沈された唯一の日本戦艦。）
- グナイゼナウ（1945年3月）：バレンツ海海戦の敗北に激怒したヒトラー総統の命令により修理が中止され廃艦となり[116]、1945年3月に閉塞船として自沈[117]。
- 榛名（1945年7月）：マリアナ沖海戦で被弾し、最大速力26ノットに低下。その状態でレイテ沖海戦に参加。終戦末期の燃料不足により呉軍港にて係留中、米艦載機に攻撃され大破着底（呉軍港空襲）。

## 各国の巡洋戦艦
数字は完成年、完成時の排水量、速力、主砲、舷側装甲厚さ
 イギリス
巡洋戦艦を世界に先駆けて建造しており、戦艦並みの砲力、高速と引き換えの弱防御という、俗に言われる巡洋戦艦の定義を確立した。しかし個艦を見ると防御力は一律でなく、戦艦並みか戦艦に近い防御力を備えた艦も存在する。
- インヴィンシブル級（1909年、17,373t、25ノット、30.5cm砲8門、152mm）
  - インヴィンシブル、インフレキシブル、インドミタブル
- インディファティガブル級（1911年、18,500t、25ノット、30.5cm砲8門、152mm）
  - インディファティガブル、オーストラリア、ニュージーランド
- ライオン級（1912年、26,270t、27ノット、34.3cm砲8門、229mm）
  - ライオン、プリンセス・ロイアル、クイーン・メリー
- タイガー（1914年、28,430t、28ノット、34.3cm砲8門、229mm）
- レナウン級（1916年、27,650t、30ノット、38.1cm砲6門、152mm）
  - レナウン、レパルス
- アドミラル級（1920年、42,670t、31ノット、38.1cm砲8門、305mm）
  - フッド

 ドイツ帝国
厳密にはドイツ帝国海軍に巡洋戦艦という艦種は無く、第一次世界大戦までは装甲巡洋艦を含めて、全て「大型巡洋艦」に分類されている。
ナチス・ドイツの権力掌握後に建造されたシャルンホルスト級は、ドイツ海軍 (Kriegsmarine) において「装甲艦」に分類されている。同級を巡洋戦艦に分類するのは他国からの評価による。
- フォン・デア・タン（1910年、19,064t、24.8ノット、28.3cm砲8門、250mm）
- モルトケ級（1911年、22,616t、25ノット、28.3cm砲10門、270mm）
  - モルトケ、ゲーベン→後のトルコのヤウズ・スルタン・セリム
- ザイドリッツ（1913年、24,549t、26ノット、28.3cm砲10門、300mm）
- デアフリンガー級（1914年、26,180t、26.5ノット、30.5cm砲8門、300mm）
  - デアフリンガー、リュッツオウ、ヒンデンブルク
- シャルンホルスト級（1938年、34,841t、33ノット、28.3cm砲9門、350mm）[119]
  - シャルンホルスト、グナイゼナウ

 大日本帝国
筑波型と鞍馬型は1912年以前の命名であり、当初は一等巡洋艦（装甲巡洋艦）に類別された。ジェーン海軍年鑑は当初の類別を使用した。1912年（大正元年）8月28日付で巡洋戦艦が新設された頃には、速度性能は凡庸なものになっていた。
金剛型の場合、発注時の金剛は「伊号装甲巡洋艦」、比叡は「卯号装甲巡洋艦」、榛名は「第二号装甲巡洋艦」、霧島は「第三号装甲巡洋艦」であった。なお命名時の金剛は「伊号巡洋艦」だったが、巡洋戦艦の新設により比叡は「卯号巡洋戦艦」、榛名と霧島も同様に「巡洋戦艦」となっていた。
艦艇類別等級への登録は、金剛より比叡の方が早かった。1926年（大正15年）11月29日付の艦艇類別等級の改訂により初めて「金剛型巡洋戦艦」が新設され、「金剛、比叡、榛名、霧島」となった。
ワシントン海軍軍縮条約で筑波型の生駒と鞍馬型2隻が除籍解体され、金剛型が第一次世界大戦後の改修で装甲を戦艦並みとし速度も低下、さらに扶桑型戦艦や伊勢型戦艦の速力向上により、戦艦と巡洋戦艦の区別があいまいになる。1931年（昭和6年）6月1日付で巡洋戦艦の類別は廃止され、金剛型は戦艦に類別変更された。なお金剛型は第二次改装で速度性能を30ノットに向上させた。このことにより非公式ながら高速戦艦と呼ばれた。
- 筑波型（1907年、13,750t、20.5ノット、30.5cm4門、203mm）
  - 筑波（1917年1月14日、爆沈）、生駒
- 鞍馬型（1909年、14634t、22ノット、30.5cm4門、203mm）
  - 鞍馬、伊吹
- 金剛型（1913年、27,500t、27.5ノット、35.6cm砲8門、203mm）
  - 金剛、榛名、霧島、比叡（1931年6月1日に巡洋戦艦から戦艦に類別変更[36]。ロンドン海軍軍縮条約の結果[129]、1932年12月1日付で練習戦艦となる）[注 48]

## 各国の未成巡洋戦艦
完成艦のないクラスのみを列挙。国名アルファベット順。
数字は1番艦起工年、完成時の予定排水量、予定速力、主砲、舷側装甲厚さ
 ドイツ帝国（第一次世界大戦の敗北により建造中止）
- マッケンゼン級（1915年、31,000t、27ノット、35.6cm砲8門、300mm）
  - マッケンゼン、グラーフ・シュペー、プリンツ・アイテル・フリードリヒ、フュルスト・ビスマルク
- ヨルク代艦級（1916年、33,500t、27.3ノット、38.1cm砲8門、300mm）
  - ヨルク代艦、グナイゼナウ代艦、シャルンホルスト代艦（ヨルク代艦のみ起工）

 ドイツ国（第二次世界大戦勃発で計画中止）
- O級巡洋戦艦（Z計画、1939年）

 大日本帝国 （ワシントン条約により廃棄）
- 天城型[16]（1920年、41,200t、30ノット、41cm砲連装砲塔5基10門、254mm）[131]
  - 天城（空母への改造が予定されたが関東大震災で破壊され、廃棄）、赤城（空母として完成）[132]、高雄、愛宕[133]
- 十三号型巡洋戦艦（1920年、47,500t、30ノット、46cm砲連装砲塔4基8門、330mm）[131]
- B65型超甲型巡洋艦[注 49]（1941年、34,950t、33ノット、31cm砲3連装砲塔3基9門、195mm）

 オランダ王国（1940年5月のドイツ侵攻とオランダの敗北および占領により建造中止）
- 1940年度巡洋戦艦試案（1940年、27,950t、34.0ノット、28.3cm砲9門、225mm）

 イギリス （ワシントン条約により建造中止）
- J3型巡洋戦艦（1921年、43,800t、33ノット、38.1cm砲9門、330mm）
- G3型巡洋戦艦（1921年、48,400t、32ノット、40.6cm砲9門、356mm）

 アメリカ合衆国（ワシントン条約により廃棄）
- レキシントン級（1920年、43,500t、33.3ノット、40.6cm砲8門、197mm）
  - レキシントン（空母として完成）、コンステレーション、サラトガ（空母として完成）、レンジャー、コンスティチューション、ユナイテッド・ステーツ

 ロシア帝国／ ソビエト連邦 （ロシア革命のため中止）
- ボロジノ級（英語版）（イズマイール級とも。1913年、32,500t、26.5ノット、35.6cm砲12門、305mm）
  - ボロジノ、イズメイル、キンブルン、ナヴァリン

## 戦間期から第二次世界大戦終結まで
第一次大戦終了後から第二次世界大戦までは、ワシントン軍縮条約の制約と経済恐慌の影響で、大艦巨砲主義は一時中断となった。この時期にドイツ（ヴァイマル共和政）がヴェルサイユ条約の枠内で建造したドイッチュラント級装甲艦（ポケット戦艦）は、公称基準排水量1万トン（実際は1万2,000トン）でありながら前大戦時で巡洋戦艦に多用された28cm砲を持ち、各国の戦艦よりも高速の26-28ノットを発揮した。ポケット戦艦の登場は、世界に衝撃を与えた。このクラスに対してイギリスは巡洋戦艦で対抗可能であったが、巡洋戦艦を持たないフランスはこれに対抗するため、既存の戦艦よりも高速なダンケルク級戦艦を建造した。主砲の33cm砲は、新型の長砲身砲であり、重量級砲弾と相まって、イギリスの38.1cm砲に匹敵する攻撃力を持っていた。また集中防御方式による堅牢な防御は、メルセルケビール海戦において能力が実証された。こうした艦は、防御力と高速性能を重視し主砲口径をやや小さなものを選択するという意味で、第一次世界におけるドイツの巡洋戦艦に類似する性格のクラスであった。日本海軍はダンケルク級を「巡洋戦艦」と評している。
ヒトラーを新首相に迎えたドイツは、フランスのダンケルク級戦艦に対抗する必要に迫られた。1934年計画で建造が決まったドッチェラント級装甲艦（ポケット戦艦）2隻の設計を大幅に変更し、シャルンホルスト級戦艦を完成させる。
ただしヴェルサイユ条約および英独海軍協定による制約と政治的配慮から、28cm砲を搭載せざるを得なかった。また艦体の設計開発においても立ち遅れ、近距離砲戦用の垂直装甲の防御性能は数値上では一応自艦の28cm主砲弾に耐えられるものを持つが、現実には主装甲の上下幅が非常に狭く防御範囲が限定されるために劣っており、また遠距離砲戦や爆撃に対抗するための水平防御はさらに劣るという、いささか前時代的なコンセプトのクラスとなってしまった。本級は、いわゆる「防御力を備えた巡洋戦艦」といえる。
極東に植民地を保有するオランダ王国は、満州事変や支那事変など覇権主義的な外交政策をとる大日本帝国に悩まされていた。オランダ領東インドに配備されていたオランダ海軍の主力は、小数の海防戦艦や軽巡洋艦であった。
そこでオランダは35,000トン級や25,000トン級大型戦闘艦を検討し、ナチス・ドイツに依頼して同海軍のシャルンホルスト級戦艦を基本に1940年度巡洋戦艦試案がまとめられた。第二次世界大戦勃発後も西部戦線においては1939年9月から1940年4月にかけてまやかし戦争と呼ばれる比較的平穏な時期が続いたが、1940年5月上旬以降のドイツ西部戦線侵攻でオランダは敗北し、国土を占領される。オランダ巡洋戦艦の建造も中止された。
実際に建造された最後の巡洋戦艦と呼べる艦は、アメリカ海軍が保有したアラスカ級大型巡洋艦である。アラスカ級はドイツのシャルンホルスト級と日本の新大型巡洋艦計画（アメリカは情報分析によりこの計画を察知したとされるが完全な誤報で日本にそのような建艦計画はなかった）に対抗するための計画艦であり、主砲は30.5cmだが重量級砲弾を50口径の長砲身砲で撃ち出すことにより遠距離での貫通能力を高めた。もちろんアラスカ級はその主砲口径・装甲厚・速力を他国の巡洋戦艦と比較して類似点が多いことをもって巡洋戦艦と「呼べる」存在であったものであって、アメリカ海軍自身はあくまでもアラスカ級の種別を「大型巡洋艦」としており「巡洋戦艦」とはしていなかった。なお、アラスカ級は艦隊護衛の防空任務にのみ投入されて水上戦闘は行っておらず、「巡洋『戦艦』」としての実戦能力は不明である。
最終的に、防御力を改装で強化した巡洋戦艦と、速力を設計段階から重視した新世代の戦艦とは、性能的に大差ない存在となった。ワシントン軍縮条約明け（日本の脱退）にともない、イタリアのヴィットリオ・ヴェネト級、ドイツのビスマルク級、および、フランスのリシュリュー級と、30ノット&長砲身15インチ砲搭載の4万（名目は、3.5万）トンクラスの建造競争が続いた。最後に、その集大成といえるアメリカ海軍のアイオワ級戦艦が建造された。
軍事評論家でジャーナリストの伊藤正徳は、1941年11月に新聞の論説で「海軍拡張法によって建造されるアイオワ級巡洋戦艦4隻は、日本海軍の金剛型巡洋戦艦を制圧するための艦級である。両洋艦隊法によるハワイ級巡洋戦艦6隻とアイオワ級巡戦4隻の機動部隊により、日本の巡洋戦艦部隊を撃滅しつつシーレーンを破壊する計画」と主張している。
アイオワ級戦艦に対しては、火力に見合った防御を有していない艦、戦艦でありながら巡洋戦艦的性格が残っている艦という評もある。しかし、交戦国の戦艦が戦没して消滅し、アイオワ級の防御は検証されることなく終わった。また戦艦そのものが、独力で航空打撃力に抗しうるものではなく、コストパフォーマンスと運用の悪さからも時代遅れの存在と化し、順次消えていった。

## 戦後
旧ソ連海軍のキーロフ級ミサイル巡洋艦は、排水量では出現した当初の巡洋戦艦を上回る巨艦であり、ジェーン海軍年鑑において巡洋戦艦に分類されている。しかしこれは現代的なミサイル巡洋艦が大型化したものであって、上記で紹介された第二次世界大戦までの巡洋戦艦とは全く性格が異なる艦である。ただし現代の水上戦闘艦としては珍しく装甲防御を施しており、その意味では巡洋戦艦的と言える。

### 注
1. ↑  Battle - cruiser，[1]　主戰巡洋艦（我筑波、英ノ“Invincible”ノ類）．
2. ↑  巡洋戰艦附装甲巡洋艦　過去二十五年間の期間に於て我海軍にて建造されました巡洋戰艦と名のつく艦は四隻一一〇,〇〇〇噸馬力二五六,〇〇〇 装甲巡洋艦と云はれて居りますのが十二隻一二九,二四一噸馬力二二七,七五〇(此中に日進、春日を含んで居ります)であります。
一體巡洋戰艦と云ふ語は合の子の語でありまして英國海軍に於て「ドレッドノート」に次で「インフレッキシブル」級と申して艦種は弩級に属し同時に速力二十五節と云ふ快速の装甲巡洋艦を造りました頃から用いられた語でありまして戰艦の攻撃力と巡洋艦の速力とを併有する艦と云ふたのであります 其の意味から申しますると我海軍の筑波、生駒は蓋し巡洋戰艦の元祖であります 唯其時代には左様云ふ語が使はれなかったと云ふ丈であります 此巡洋戰艦と云ふものも元々装甲巡洋艦の一種でありますから茲には便宜上装甲巡洋艦と一緒に御話致します。(以下略)[2]。
3. 1 2  (中略)茲で話を巡洋戰艦に移さねばなりません[4]。日露戰爭に三笠等の主力艦隊と協同して活躍した我が一等巡洋艦は、淺間・常磐・八雲・吾妻・出雲・磐手の六隻でした。そして之等巡洋艦を戰爭に使つた結果に基いて建造されたのが筑波・生駒であつて、之はそれ迄の巡洋艦主砲二十糎の代りに戰艦と同じ三十糎砲を主砲としたもの、後の巡洋戰艦の先驅となつたものであります。此の巡洋艦種の發達の經路は戰艦と同様であつて、例を我が國に取れば主砲四門だけの筑波型の次に三十糎主砲四門と副砲の間に二十糎砲八門を装備した鞍馬・伊吹が造られました。然し弩級竝に超弩級戰艦の出現は巡洋艦種にも甚大な影響を齎し、遂に巡洋艦でもあり戰艦でもある我が金剛級英國のライオン等が出現して巡洋戰艦と呼ばれるやうになりました。
　戰艦と巡洋戰艦は何處が違ふかと云へば速力が違ひます。巡戰は高速を必要とする爲め攻撃力と防禦力が戰艦より劣るのを我慢して、専ら高速を得るに努めました。即ち歐洲大戰前に於ては戰艦は大凡二十一節位であつたのに巡戰は二十六節位も出し得たが、其の代り主砲は八門、装甲も大分薄いのが普通でありました。(以下略)
4. ↑  (前略)此等の艦が日露戰役中戰線に立って働きましたのでありますが戰線に立って見ますと、攻撃力の不足を感ずるのでありますが去り迚速力も餘り下げたくないと云ふ兩面の要求からして止むことを得ず防禦は弱くとも仕方がない巡洋艦の速力と戰艦の攻撃力を併有した艦型が望ましいと云ふので案出されまして筑波、生駒となったのであります 其要目は別表に御覧の通りであります 此が巡洋戰艦の始まりであります(以下略)[5]。
5. ↑  (二)巡洋戰艦　海上の雄鎭たる戰艦は最強の勢力を有するが、唯缺點とするのは速力が優れない鈍重である事である。攻防の二力を戰艦と同様にし速力を更に増そうとするのである。排水量の増加するのは已むを得ないのであつて、攻防の二力を戰艦よりも幾分劣らしめその犠牲を以つて速力を増さしめたるものが即ち巡洋戰艦なのである。戰場では巡洋戰艦は味方の戰艦と共に敵の主力に對抗し、又敵の巡洋艦を驅逐撃破するに任ずるものである。巡洋艦は日英兩國に各四隻ある外、他の何れの國にもない、而し今日では一様に戰艦と名づけ巡洋戰艦の名稱は用ひぬ様になつた[6]。
6. 1 2  一、戰艦及戰闘巡洋艦[8]　此ノ両艦種建造ニ関シ著大ナル変化ヲ来セルハ戰闘巡洋艦ハ一九一一年計画ノ「タイガー」ヲ最終艦トシ以后ハ之ガ建造ヲ中止セルヘ(戰巡ハ合計八隻ニシテ「インビンシブル」級四隻「ライオン」級四隻外ニ属領ノモノ二隻)一九一二年計画ノ戰艦四隻(外ニマレーノ一隻)ヲ戰巡ト戰艦トヲ合併シタル特種ノ戰艦(海相ノ云フ軽速戰艦　油専用)トナセルヲ次テ本年計画ノ五戰艦ヲ再ビ純然タル戰艦ニ復旧セルモノ之レナリ(以下略)
7. ↑  4,速力[10]　速力の重要な事は今更申すまでもなく何れの海戰について見ましても優良な速力を持つて居る艦隊が常に作戰上有利な位置を占め從て勝利を得て居ります、然し之れを極端に應用してLord fisherの所謂『速力即ち防禦なり』主義で無防禦な大口徑砲を持つた高速艦で自己の速力を使用して敵の彈着外に常に居る様に行動し自己の大口徑砲で敵を撃破しようと云ふ蟲のよい計畫は今度の海戰で机上の空論となりました。
　即ち、戰闘距離を支配するものは速力にあらずして天候なる事が證明されたからであります、Jutlandの海戰でも英艦の巨砲に適する大なる距離では海上霧の爲めに敵を見る事能はず實際戰はれた戰闘距離はむしろ獨の比較的小口徑な砲に適する様な距離でありました、此れを以て見ても速力即ち防禦主義は單に天候が晴れた時はかりで一般には適應出來ぬ事となりました。
　又對潜水艦戰の關係から潜水艦に襲撃の機會を與へぬ爲めに常にある程度即ち潜水艦の水中全力より大なる高速を持續する事が必要となりましたし、又速い艦程潜水艦の攻撃が困難でありますから此の點からも一般に高速が必要な事となりました。(拍手)
8. ↑  第三章 結論　1,艦型(中略)[12]　C.今囘の大戰に及第した艦型は戰艦、巡洋戰艦、輕巡洋艦、Flotilla leader.、驅逐艦、潜水艦であろうと思ひます、戰艦の内でも英の“Warspite”級は第五戰隊として最もよく活動し成功した艦型であらうと思ひます 即ち高速戰艦が最も成功したものと信じます、次に巡洋戰艦はFalkland沖の海戰で獨艦隊の意表に出た程の大なる移動性を示して當時まで兎角疑問の中心になつて居つた此の艦型の有效なる事を天下に示し次でDogger Bank海戰やJutland海戰で益〃其の有效なる事を表明しました。
　輕巡洋艦も最も激しく使用された艦型の一つでありまして其の有效なる艦型である事を證明しました。
　之れに反してArmoured cruiserやProtected cruiserは全然其の無能を示しました、特に其の航洋性に缺けて居る事は開戰當時北海の入口のPatrolに使用されたが荒天に耐へず遂に商船を武装した假装巡洋艦隊を以て之に代らしむるの止むを得ざるに至つた事やColonel沖の海戰で“Good Hope” “Manmouth”が、あはれな最後をしたので明白であります、尚戰艦の如き長さを有しながら比較的Slowで且つ防禦が不充分なので砲火や水雷の好目標となり誠に危險な艦型なるを示しました、即ち此の艦型は全然失敗の艦型と云ふことが出來ると思ひます。(以下略)
9. ↑  2、巡洋戰艦[13]　巡洋戰艦の参加したる主なる海戰は「ジョットランド」海戰「ドッガーバンク」海戰 「フォークランド」海戰の三つであります。／　此等の内で沈没したるものは何れも「ジョットランド」海戰に於けるもので英艦“Indefaticable” “Qneen Mary” “Invincible”及び獨艦“Lützow”の四隻で何れも砲火によるものであります。
　英の三艦は何れも砲彈が砲塔内で炸裂し其の閃火が火藥庫に入り火藥に引火して大爆發を起し艦の其の部を粉碎し瞬時に沈没したのであります、此の様な状態でありますから其の原因は明確には判明しませぬが上述の様に閃火が火藥庫へ入つたので彈丸が直接火藥庫に入つたのでありませぬ、此れと同様の事件が“Lion”の“Ｑ”砲塔にも起りました 幸にして火藥庫への扉が閉止しあり爲め爆發を起すに至りませんでした 同様の事件が獨艦“Seydlitz”及“Derfflinger”にも起り特に後者に於ては第四砲塔に命中せし彈丸の閃火の爲に火藥庫に火災を起せしも爆發するに至らず又Dogger Bankの海戰の際にも獨艦“Seydlitz”の後部砲塔に入りし彈丸の閃火は火藥庫に傳ひて次の砲塔内に迄も及びましたが、爆發を起すに至りませんでした、此れを以て見れば火藥庫のFlush-tigtnessは單に英艦に於てのみ缺けて居たるものとも思はれず然も英の三艦が此の爲めに爆破せしにもかゝはらず同じ損害を受けて居る獨艦の然らざりしは火藥庫の防禦に於て缺けて居たるのみにあらず、或は火藥の性質の差異の手傳ひ居る事即ち英の火藥の方かよりSensitibeであつたのではないかと思考されるのであります。
　“Lützow”は「ジョットランド」海戰に於ては旗艦として常に先頭にありし爲め砲火の集中を受け數十の巨彈の命中により艦の上部は殆んど原形を止めざる迄に撃破され且つ二發の魚雷さへ受けたれば戰列に止まる事能はず「ヒッパー」長官は将旗を“Moltke”に移し“Lützow”は驅逐隊に護られてSlow speedにて歸港の途中遂に放棄されKingston valveを開き沈んだと云ふ事であります。
　沈没するに至らざる損害は「ジョットランド」海戰に於ては英艦側では“Lion”12彈を “Tiger”8彈を “Princess Royal”は10彈を “New zealand”は1彈を受けました。
　此れ等の内で舷側甲鐡に命中し其甲鐡板を船内へ凹み込んだのが二例あります、其の他甲鐡及上部防禦甲板を破つた彈丸は多數ありますが此れ等は破ると直ちに炸裂したので下部防禦甲板をも貫通した例はない様です 又烟路附近に炸裂したものもありますがArmour Grating 及netはよく彈片を防ぐ事を得ました。
　獨艦に於いては“Seydlitz”28彈を受け且つ戰闘の初期に水雷を艦首部に受けましたが戰列を離るゝに至りませんでした、然し安全に自港内まで引き返す事が出來ないので自ら坐礁して沈没するのを防いだと云ふ事ですから若し英艦であつて根據地が遠かつたら途中で“Lützow”の如く沈んで居つたのであらうと思ひます、詳細な事は明瞭でありませぬが此の艦は主砲も副砲も殆んど安全なものはなかったと云ふ話しであります、“Derfflinger”も數十彈を受け歸港したる時には僅かに一砲塔と二門の副砲とが完全であったのみだと云ふ事であります。
　Dogger Bank actionに於てはLionは數彈を受け前部の水線甲鐡を破りし彈丸で下甲板上の數區劃はFloodし一彈中央後部の水線甲鐡に命中、甲鐡を船内に凹み込みて防禦甲板を損し其水防を破り爲めにFeed tankに鹽水をFloodして罐の鹽分を増し遂に艦隊速力を持續する事能はず落伍曳船されて歸港しました。
　Feed tankを艦體の中心に近く置く事は此れを教訓として初まった事と思ひます、其他の英艦は殆んど損害なく又獨艦は何れも大火災を起こし“Seydlitz”は前述の通り後部砲塔に損害を受けたれども爆發するに到りませんでした、詳細は不明でありますが上部構造は何れも大破し大火災に苦しみ死傷の數は可成り多かったと云ふ事です。
　Falkland沖の海戰に於ては“Invincible”23彈を受けました内二彈は水線下でBunkerにfloodしました、水線に命中した彈丸もありましたが石炭庫の石炭の御蔭で損害をlocalizeする事が出來たのであります。
　他の一彈は約50度位のfalling angleで落ちて來て砲の砲口を切斷し三層甲板を貫通してAdmirals store Rm.に爆發せないで止ましました、勿論盲彈でありましたから此れだけの甲板を貫いたのでありませうが、若し此の状態で爆發したならば大損害を與へたのでありませう、“Inflexible”は彈を受けたばかりであります。
10. ↑  八八艦隊で計画された天城型巡洋戦艦は既存の日本海軍主力戦艦（河内型、扶桑型、伊勢型、長門型）を、火力・防御力・速力の全て凌駕していた[16]。十三号型巡洋戦艦に至っては、八八艦隊の加賀型や紀伊型を上回る、46cm砲8門、速力30ノット、排水量4万7000トンの「高速戦艦」であった[17][18]。
11. 1 2  (中略)[4]大正三年に歐洲大戰が始まるや、巡戰は屡（しばしば）戰艦と相混つて戰ひました。そして速力を主として建造された巡戰なるものは、防禦力の薄弱なため案外に脆く沈没して了ひ、折角積んだ巨砲の威力も發揮する暇がなかつたことが發見されました。かの「ジュットランド」の英獨大海戰に於ては開戰後間もなく（詳しく云へば三十三分後）英の巡戰インデファチカブルは獨艦の薺射を受けて瞬く間に沈没し、續いてクヰン・メリー、インヴィンシブルも忽ち海上から姿を消して了ひました。そして英吉利の大艦隊司令長官ゼリコ元帥は「防禦力の薄弱なため沈没した」と嘆いたのであります。
　此の戰訓は直ちに「巡戰はモツト強い防禦力を持たしめなくてはならぬ」との結論となつたのですが、同時に他の戰訓は戰艦にモツト早い速力を要求しました。斯うして戰艦は一層高速となり、巡戰は一層強い防禦力を持つことゝなつて、名前は戰艦、巡洋戰艦と別々でも實質は一つの型の所謂「高速戰艦」とならざるを得ない傾向を示す様になりました。(以下略)。
12. ↑  (12)日露戰役の影響[20]　日本は清國海軍を殲滅したる以後は、俄に歐洲の三大國を敵とするに至り、上記の如き戰艦六隻、装甲巡洋艦六隻の建造を急ぎ、何れもその性能に於て歐洲各國のものに比し、船體兵器機關の何れかに於て優秀なるものを建造し、日清戰爭後十年にして終に露國と干戈相見ゆるに至つた。即ち我が國は再度最新鋭軍艦の實戰成果を示すことゝなりたる次第である。その日露海戰の教訓は十年前の日清海戰と同様に砲力の増大と同時に防禦力を大にし速力を増加することを必要と認めた。その結果として主力艦はその主砲の威力を増し、中間砲の口徑を大にし6吋砲を10吋砲と代へ、更に進んで主砲と同一ならしめ所謂備砲單一式に進み、英國に於てこの型の第一艦ドレッドノート號が建造され、こゝに弩級戰艦なるもの出現したり。この艦型に至る過程には、我が國の戰艦薩摩級が中間砲を10吋砲としたるにヒントを得たり、とは當時英國軍令部長の話である。
　巡洋艦も同一要望により、装甲巡洋艦はその防禦を強化すると同時に、主砲を戰艦と同口徑とし、唯その數を減じ速力は元通り戰艦より優速とし、所謂巡洋戰艦なるもの出現したり。我が國にて日露戰役中建造に着手したる筑波生駒の姉妹艦二隻は即ちこの巡洋戰艦の嚆矢である。のみならずこの二艦は艦首の衝角ラムを廢止し水線上を水切り型となす。この艦首の形は夫れ以降我が國は勿論諸外國も總てこれに倣ふことゝとなつた。(以下略)
13. ↑  長大な艦形は高速に適した設計だが、重防御を十分に施すことは困難となる。
14. ↑  第九　装甲巡洋艦の構造能力任務[22]　装甲巡洋艦構造の要義は鋭利なる攻撃力と急速航行の自由を有せしめ而かも敵彈の迫害を蒙るを免れしめん爲に相當の防禦を施すにある詳言すれば攻撃力たる砲熕及魚形水雷は戰艦に次くの強勢を有せしめ其上に速力を出來得る丈け高大ならしめる、防禦力としては戰艦に次くの厚い装甲鈑を舷側の水線部、砲塔、司令塔其他の要部に装着する又高大なる速力を發揮せしめる爲には推進機關及蒸汽罐の著しく強大なるへきこと勿論で石炭の貯藏亦極めて多くなくてはならぬから装甲巡洋艦の船體の重大なることは戰艦と相伯仲する程である
　故に戰爭に際しては戰艦と伍して主戰艦隊に編制せられ或は装甲巡洋艦のみの隊を編し高速力を利用して敵艦隊に對して砲火の集中に有利なる位置を占め或は戰ひ疲れて逃遁する敵艦を追撃する等を本務とし又は防護艦隊が附いて居る輸送船隊を撃沈し或は強行偵察に從事する等武力と速力の高大とを併せ要する任務には最も適當なる艦種である。
15. ↑  第三節　装甲巡洋艦[24]　凡そ一國海軍力の眞相を知らんと欲せは戰闘艦隊の主力たる戰艦及ひ装甲巡洋艦の勢力の調査に依り始めて窺ひ得へきは近世の定則とも謂ふべく而して海戰場裏に龍驤虎嘯の活劇を演する者は主力中の主力ともいふへき戰艦なる事勿論なれども戰酣はなるに當り我一部隊を急遽優秀の位置に馳せて敵戰艦隊の狭正面に一時に放火を集中せしめんとし或は戰闘の終期に近づき敵戰艦の痛手を受けて遁逃せる者を追撃して止めを刺さんとする如き特別高速力を要求する任務に應ぜんには特種の部隊なかるべからす装甲巡洋艦の重要視せらるゝは即ち是れに依るものして其他の場合には或は戰艦隊と合同して砲戰に從事し或は專ら敵の装甲巡洋艦に當り若しくは運送船保護の巡洋艦を撃破し又は他方面に分遣して我貿易破壊に從事する巡洋艦を撃攘する等の任務に就く事あり是故に其攻撃防禦の兩力は戰艦に類似し速力に至ては大に之に優るの天性を賦せざる可からず今や列強中幾んと此種巡洋艦を有せざるものなく新案に新案を出して益々有力なるものを建造するに至れり　我邦に於ける最初の装甲巡洋艦淺間常磐型六隻は戰役中多大の効果を収めたりと雖とも今は漸次舊式に属する事となり戰後竣工又は進水せる筑波生駒鞍馬伊吹の四隻は上述目的に適する良装甲巡洋艦として列強の耳目を惹く所なり然るに英國は最近に於て意外なる大型艦を現出し戰艦的巡洋艦の奇稱をすら獲るに至れり即ちインヴインシブル型の三艦にして一萬七千餘噸の排水量を算し速力二十五節を示せるは驚くべき發展といふべく装甲兵装とも殆ど大戰艦に譲らざるの概あり爾来列強亦之に劣らざる大巡洋艦を建造するの趨勢を生せるが故に今左に新巡洋艦の概要を掲く　列強戰艦的巡洋艦一覧(英國政府の調査發表したるものに基く)(艦名、性能表略)
16. ↑  (1)帝國軍艦筑波の竣功[26]　日露戰争の教訓を血を以て購った我海軍は一九〇五年國産最初の主力艦として筑波の建造を開始した。同艦は排水量一二,〇〇〇噸の装甲巡洋艦であるが、その主砲に戰艦と同様四五口徑十二吋砲四門を装備し、而もこれに二〇浬の速力を與へた。此の如き性能を有する艦種はこれまで世界何れの海軍にも全く類例を見なかったもので、全く後進日本海軍が世界に投じた一石であったのでるが、これが後に發達した巡洋戰艦の先驅となったわけで、日本の投じた一石はやがて世界の海に大きな波紋を描くことゝなったのである。(以下略)
17. ↑  ○巡洋戰艦　戰艦とは戰艦同様の砲を備へるけれどもその數は稍々少く、装甲は稍々薄いが、速力は二十五節以上の優速を有たせてある快速力戰艦の謂で、之を單位として巡洋戰艦戰隊（戰隊とは艦隊中の一部隊といふ）を編成し、その優速を利用して強敵に對し、壓迫若くは偵察を行ひ、或は主力の根幹たる戰艦戰隊の快速力翼面配備として、是と協同作戰をなさしむるを目的として居る。
列國海軍中巡洋戰艦を有つて居るのは我國と英國丈けで、曾て獨逸が有つてゐたけれども戰敗と共に亡失し、米國では未だ成るに及ばずして華府條約により廢棄することとなつた。
方今戰後の巡洋戰艦として目せらるゝものは英艦フードであるが同艦は排水量四萬九百噸、速力三十二節である[27]。
18. ↑  じゅんよう - せんかん・・ヤウ・・[28][ 巡洋戰艦 ］主力艦の一であつたが昭和6年艦船令の改正に伴なひ、巡洋戰艦は全部戰艦と改稱せられた。
19. ↑  (14)巡洋戰艦[29]　巡洋戰艦は砲力と速力と何れも相當に大なるを要望され出現したるものにして、各國海軍に於て採用せられ、我が國にても大正二年（1913）に竣工したる金剛は當時の精鋭關にして英國のタイガー級に匹敵す、その姉妹艦比叡・榛名・霧島亦同型である。英國にては1910年竣工のライオン級は排水量26,500噸、主砲13.5吋、速力28節に達し、現存するフード號は1918年に竣工しこれより著しく大型となり、排水量41,200噸主砲は15吋砲8門速力31節に達す。／　我が國にては現在は巡洋戰艦なる名稱を廢しこれを戰艦の内に併合した。／　尚、装甲巡洋艦なるものは、砲力に於ても速力に於ても主力艦に比し著しく弱小なれば、寧ろ或目的には無装甲のもの適當なりとの見地より、各國ともこれを廢止することゝなつた。
20. ↑  アメリカ海軍はダニエルズ・プランでレキシントン級巡洋戦艦6隻（CC-1～CC-6）を建造予定だったが、ワシントン海軍軍縮条約によりCC-1とCC-3がレキシントン級航空母艦になった。
21. ↑  ◎艦艇類別等級　大正元年八月二十八日(達一二)艦艇類別等級別表ノ通改正ス(別表)(艦艇類別等級表)〔 軍艦｜巡洋戰艦｜筑波、生駒、鞍馬、伊吹 〕[33]
22. ↑  Cruiser - battleship，[1]　高速戰艦（我河内、英ノ“Dreadnought”ノ類）．
23. ↑  昭和六年六月一日(内令一一一)艦艇類別等級別表中左ノ通改正ス　軍艦ノ部中「｜巡洋戰艦｜　｜金剛型｜金剛、比叡、榛名、霧島｜」ヲ削リ、戰艦ノ項中「｜長門型｜長門、奥陸｜」ヲ「｜長門型｜長門、陸奥｜／｜金剛型｜金剛、榛名、霧島、比叡｜」ニ、巡洋艦ノ項中「筑摩型」ヲ「平戸型」ニ改メ海防艦ノ項及砲艦ノ項ヲ左ノ如ク改ム(以下略)[36]
24. 1 2  【高速戰艦問題】[93]　一國の防備を保証する主力艦隊は大戰艦に限るは言ふ迄もないが其の建造には莫大の費用を要するが爲めに戰爭以來英米海軍國では戰艦に高速力を與へ必要に應じて巡洋戰艦の代用を爲さしめては如何との問題が起り英國の如きは此種の戰艦二三は出來て居るやうであるが本來が戰闘艦であるから純粹に巡洋戰艦の速力を出す事は出來ず又他の半面から言へば半ば巡洋戰艦であるから戰闘力及防禦力に於ては遙かに純粹の戰闘艦に劣るが爲めに主力艦隊としては甚だ缺点の多いものと言はねばならぬ　英國が卒先して此種の試みをやつたのは戰爭中北海又は英佛海峡等の比較的近距離の海上に於ける時局の急に應ずる必要があつたからで此試みは直ちに米國の如き或は日本の如き大洋に取り卷かるゝ國家の永久的防備の範とは爲すには足らない。合衆國の如き戰闘艦隊に加ふるに別に三万五千噸級三十五節の純粹な巡洋戰艦隊を建制せんとするは頗る我が意を得た政策であると思ふ。
25. ↑  三、艦船類別と巡洋艦の性能[38](中略)以上で現代の海軍艦艇の種類は盡されて居る譯でありますが、尚一艦にして二種を兼ねてゐる猿虎蛇式を計畫したものを持つ海軍もあります。即ち巡洋艦にして戰艦の任務に堪へるものを巡洋戰艦といひます。巡洋戰艦は日本海軍でも金剛、比叡の建造された當時は此艦種呼稱がありましたが、後に廢して皆戰艦と呼ぶ様になりました。其の他航空巡洋艦、敷設巡洋艦等があります。(以下略)
26. ↑  (11)日清戰役の影響[39](中略)この實戰の教訓によりて海軍國一般に建造せられたるものは、主力艦としては排水量15,000噸内外、主砲は口徑12吋砲4門、副砲は6吋砲10門乃至12門、速力は18乃至19節を有するものであつた。我が國の戰艦富士以降の六隻もこの標準に據つたものである。巡洋艦としては艦内主要部を防禦甲板に依つて保護する上に、更に舷側に主力艦の如く装甲鐵を張りて防禦を増大し、排水量7,500噸内外にして速力は當時の主力艦よりも約3節大なるものであつて名づけて装甲巡洋艦（Armored cruiser) と呼ばれた。我が國の淺間級六隻は即ちこの型である。(以下略)
27. ↑  イギリス製の浅間型2隻（浅間、常磐）と出雲型2隻（出雲、磐手）、フランス製の吾妻、ドイツ製の八雲、イタリア製の春日型（ジュゼッペ・ガリバルディ級装甲巡洋艦）（春日、日進）[40]。
28. ↑  富士型戦艦富士、敷島型戦艦の敷島、朝日、三笠[41]。
29. ↑  春日型装甲巡洋艦（イタリア製）の春日と日進に至っては、沈没した戦艦八島と初瀬の代艦として[43]、東郷平八郎長官直率の第一戦隊に編入されていた[44]。
30. ↑  そう - こう・・サウ カウ・・[45][ 装甲 ］（中略）― じゅんようかん・・ヤウ・・[ 装甲巡洋艦 ］ 巡洋艦としての任務以外に、主力艦隊に加はつて戰闘に参加するを目的とし、速力は戰艦より大で、相當の防禦力・攻撃力を具有し、20糎砲等を備へ艦の致命部を甲鐵鈑で防禦してあるもの。（以下略）
31. ↑  〔 大正元年十一月二十一日(達五三)艦艇類別等級別表中巡洋戰艦ノ欄「伊吹」ノ次ニ「比叡」ヲ加フ 〕、〔 大正二年八月十六日(達一〇九)艦艇類別表中「比叡」ノ次ニ「金剛」ヲ加フ 〕
32. ↑  超弩級戦艦の嚆矢は13.5インチ砲を装備したオライオン級戦艦であり、つづいて14インチ砲を装備したアルミランテ・ラトーレ級戦艦（戦艦カナダ）、最終的に15インチ砲搭載型戦艦（クイーン・エリザベス級戦艦、R級戦艦）となった[61]。
33. 1 2  3　戰艦の性能と發達[69](中略)弩級艦のつぎに出現したのが超弩級艦である。前者に比しこれは備砲の位置は超弩級艦とほぼ同一より大なる主砲と、よりすぐれたる速力を有するものである。わが戰艦長門や英の戰艦クイーン・エリザベスなどはこれに属する。／　大正九年(皇紀二五八〇年、西紀一九二〇年)に竣工せる英戰艦フードは、戰艦としての攻防力と、巡洋戰艦としての優速力とを具備せる巨艦であり、わが國でこれに比すべきものを求めるならば、當時の巡洋戰艦赤城あたりでもあらうか。赤城は四〇糎砲を主砲とする四萬一千噸級の計畫であつたが、華府會議の結果、備砲その他を變更して、航空母艦に改装された。／　かくて列強の戰艦建造計畫は、巨砲單一式から巨砲優速主義に進み、それに伴つて排水量の増大を見るにいたつたが、華府條約の結果、單艦の基準排水量は三萬五千噸に、主砲の口經は四〇糎に制限されることとなつたので、列國の大艦巨砲競爭は、一先づここに終焉を告げた。(以下略)
34. ↑  ○建造中ノ卯號巡洋艦[77]　一、目下建造中ノ卯號巡洋艦ハ英國毘社ニ於テ建造ノ伊號巡洋艦、神戸川崎造船所ニ於テ建造セラルヘキ巡洋艦、並ニ長崎三菱造船所ニ於テ建造セラルヘキ巡洋艦ノ姉妹艦ニシテ戰闘巡洋艦ノ級ニ属シ最新鋭ノ武装ヲ施シ速力モ世界ノ該級艦ニ比シ遜色ナカランコト期シ明治四十四年十一月三日起工シ、四十七年ニ竣工ノ豫定ナリ目下ノ總積載量二千五百五十噸ニ達シ居レリ(以下略)
35. ↑  第一次世界大戦勃発直後、イギリス海軍はイギリス企業が建造中のオスマン帝国戦艦2隻を接収した[78]。レシャド5世（レシャディエ）は戦艦エリン (HMS Erin) となった。
36. ↑  イギリス巡洋戦艦の轟沈が相次いだことについては、イギリス海軍が攻撃を優先するあまり、弾薬庫の防火扉を開放したままで砲戦を行っていたという運用面の問題も指摘されている。
37. ↑  (前略)此巡洋戰艦と云ふ艦種に於きましては前申ました通り攻撃力及速力に餘りに重きを置き其爲に防禦力を犠牲にしたのが弱點でありまして其結果が大正五年五月三十一日の英獨間の「ジャットランド」海戰に於て現はれました 英の巡洋戰艦「クヰンメーリー」は交戰僅かに十五分ばかりにて撃沈せられ次で間もなく「インデファチゲーブル」も同様の運命に遭遇致しました 我海軍に於きましても次の巡洋戰艦天城、赤城の設計を決定せらるる迄は種々の議論がありまして外國でも非常な大速力を有する艦が出來るから我海軍の巡洋戰艦も之に劣らぬ様な速力が欲しいのでありましたが前記の事柄に鑑み巡戰と雖も防禦を苟にすることは出來ませんから天城級に於ては速力は戰艦に比し幾分の優速を有する位に止め防禦力に相當の注意を拂ふたものが設計せられ横須賀及呉の二工廠に於て陸上工事は相當に進みましたのですが軍備制限條約の爲めに未だ進水するに至らずして航空母艦に變更せらるることになりましたので巡洋戰艦としての要目は申上る自由を得ませぬ。[91]。
38. ↑  第二項　亞米利加海軍の行詰りと軍縮會議の提案(中略)[95]　これについて英吉利の海軍評論家バイウオーター氏は、その著「列國海軍とその國民」において次のように述べてゐる。　日本は八八艦隊を建設して亞米利加海軍の太平洋進出に對抗せんとしたが、この八八艦隊はいづれも艦齢八年以下で、毎年二隻を建造して一九二七年までには十六隻の主力艦を有する豫定であつたから、亞米利加海軍は日本海軍のためにその海上の優越權を奪はれることになる。否な現に一九二一年には、亞米利加は建艦競爭において日本に負けてゐたばかりでなく、各艦の戰闘力においてもまた劣り、例へば一九二一年に起工された戰艦紀伊及び尾張は、四萬五千噸の排水量と十二門の十六吋砲または八門の十八吋砲を有して亞米利加の最大戰艦よりも二千噸優つてゐたし、また巡洋艦にあつては日本が二十七隻を建造するのに對し、亞米利加は十隻を有するに過ぎなかつた。(中略)事實、亞米利加は海軍軍備擴張競爭によつて、一九二〇年には世界第一位の海軍國になることは出來たが、然しその實質においては日本の海軍に劣る軍艦が建造せられ、また英吉利が若し四萬八千噸十八吋砲九門、速力三十二浬の高速力戰艦を建造するならば、亞米利加としても新たなる出發點から建艦競爭をしなければならない。殊に建造費は非常に高騰したから到底これに堪えられなくなつたばかりでなく、建造中の主力艦もいつ竣工するか豫定することが出來なくなつた。(以下略)
39. ↑  高速戦艦なる名称は通称であり、日本海軍の正規の艦種名としては存在ぜず、公式艦種名として用いたのは引き続き「戦艦」であった。しかし海軍内部で作戦立案を行う際の、言わば作戦用語として、金剛型は「高速戦艦」と呼称され、他の30ノット未満の戦艦とは区別された。
40. ↑  第二次世界大戦末期、トルコ（巡洋戦艦ヤウズ）も連合国として参戦した。正確には8隻（日本4隻、イギリス3隻、トルコ1隻）となる。
41. ↑  重巡愛宕（第二艦隊旗艦）、高雄、戦艦「霧島」、駆逐艦朝雲、照月。
42. ↑  〔 明治三十八年十二月二十六日(達一九六)　艦艇類別等別表中巡洋艦ノ欄一等ノ下「阿蘇」ノ次ニ「筑波」ヲ加フ 〕、〔 明治三十九年四月九日(達五一)艦艇類別等級別表中巡洋艦ノ欄一等ノ下「筑波」ノ次ニ「生駒」ヲ加フ 〕[120]
43. ↑  〔 明治四十年十月二十一日(達一一九)　艦艇類別等別表中巡洋艦ノ欄一等ノ下「生駒」ノ次ニ「鞍馬」ヲ加フ 〕、〔 明治四十年十一月二十一日(達一二九)艦艇類別等級別表中巡洋艦ノ欄一等ノ下「鞍馬」ノ次ニ「伊吹」ヲ加フ 〕[121]
44. ↑  ◎装甲巡洋艦金剛命名ノ件[122]　明治四十五年五月十八日(達五八)英國ニ於テ製造ノ伊號巡洋艦ヲ金剛ト命名セラル
45. ↑  ◎巡洋戰艦比叡命名ノ件[123]　大正元年十一月二十一日(達五二)　横須賀海軍工廠ニ於テ製造ノ卯號巡洋戰艦ヲ比叡ト命名セラル
46. ↑  ◎艦艇類別等級　大正十五年十一月二十九日(内令二三八)艦艇類別等級別表ノ通定ム(別表)[127]〔 軍艦｜巡洋戰艦｜　｜金剛型｜金剛、比叡、榛名、霧島 〕
47. ↑  〔 大正十二年九月二十日(達一九六)　艦艇類別等級表中戰艦ノ欄内「香取、鹿島、薩摩、安藝」、巡洋戰艦ノ欄内「生駒、鞍馬、伊吹」及海防艦ノ欄内「三笠、肥前」ヲ削除ス 〕[128]
48. ↑  〔 昭和七年十二月一日(内令三九六)艦艇類別等級別表中左ノ通改正ス　戰艦ノ部金剛型ノ項中「、比叡」ヲ削リ、練習戰艦ノ部中艦艇名ノ欄ニ「比叡」ヲ加フ 〕[130]
49. ↑  ○六 巡洋艦　優勢ナル巡洋艦ニ對シテハ我ハ改装榛名型ヲ以テ之ガ撃破ニ任ズルノ外取敢ヘズ最上型ヲ二十糎ニ換装シ善處セントス 而シテ米國ハ英國ノ優勢巡洋艦ニ對シ今後相當多数ノ六吋砲艦ノ建造ニ努ムベク帝國トシテモ之ニ對シ安閑タリ得ル能ハザルヲ以テ今後更ニ情況ヲ見究メ超甲巡若クハ巡洋戰ノ建造ヲ必要トスルニ至ル可シ[104]。
50. ↑  獨逸の豆戰艦　實質は大戰艦(ロンドン二日)[140]　モーニングポスト紙の報道によればドイツが昨年起工せる戰艦エルザッツ・エルサス、エルザツ・ハンノベルの兩艦は一万トンの豆戰艦として建造中のものなるが事實は豆戰艦にあらずして装甲せる弩級戰艦に何時の間にはスリ替へられ精鋭無比なる大戰艦になりつゝあり二万六千トン級のものなると(記事おわり)
51. ↑  海軍[142]　蘭印海軍は本國海軍の一部を成し、直接本國の命を承けてゐる。／　和蘭政府は近年世界情勢の緊迫に鑑み、切りに蘭印防備の強化に狂奔して居り、殊に航空機・輕快艦艇竝に局地防備の整備に努め、更に二六,五〇〇噸型の巡洋戦艦二隻・巡洋艦三隻・嚮導驅逐艦二隻・驅逐艦十二隻・潜水艦十八隻・大型水上機七十餘機を含む建艦案の實現を期して居るが、昭和十五年一月に於ける蘭印配備の海軍兵力は概ね左の通りである。　巡洋艦 三隻　驅逐艦 九隻　潜水艦 十五隻　海防艦 二隻　敷設艦 五隻　掃海艇 八隻　水雷艇 三隻　測量艦 二隻　練習艦 一隻　計四十八隻(以下略)
52. ↑  内閣情報部二・二〇　情報第四號／日本豆戰闘巡洋艦建造説[144]　英紙報道　―同盟来電―不發表／ロンドン十九日發　ロンドンの保守党系週刊誌サンデイ・タイムス海軍記者は十九日の紙上に於て日本の新建艦計画と称し次の如く報じてゐる
　日本は目下通商路遮断の目的に使用する豆戰闘巡洋艦数隻を建造中であるが、その単艦噸數は一万五千噸乃至一万六千噸とし十二吋砲を装備し速力は三十節以上とならう
53. ↑  日本が実際に計画した超甲巡計画は、順番が逆でアメリカがアラスカ級の建造を開始したことに対する対抗上生まれた計画であった。しかし実際の超甲巡計画は、老朽化した金剛型戦艦の代替および数的優勢を誇るアメリカやイギリスの甲型巡洋艦への対抗措置という企図であった[104]。
54. 1 2  〔 解説 〕[148]　四萬五千トン級でパナマ運河の關門を通る爲には艦幅を百〇六呎に制限すする關係から、斯かる高速力の巡洋戰艦が設計可能となるわけであるが、この四隻は三年後には悉く太平洋に浮んで來ることであらう。
　しかるにアメリカは之を以て尚不足と考へ、本年度中には船台に上る筈のハワイ級巡洋戰艦六隻の計畫を最終的に決定した。この艦種は第三次ヴインソン案中に含まれて、珍しくも最近まで秘密を保つて來たものであるが、大體に於て、排水量二八,〇〇〇トン、備砲十四吋八門、速力三八節乃至四〇節と推定され、一九四五年頃に完成する世界の如何なる大型軍艦よりも數ノツトを超える快速力を保有するのだ。
　その凌波性から考へると、荒天時に作戰する運動においては、このハワイ級巡戰は如何たる快速巡洋艦をも、また如何なる大驅逐艦をも、優に時速七、八ノツトを追ひ抜くであらう、而して彼より強大なる如何なる主力艦も彼に追ひ付くことは出來ない、即ち最も安全に、大威張で太平洋を荒らし廻るといふ心底を想像し得るのである。
　もしも前掲の四萬トン艦アイオア級の四隻を配すれば、茲に十隻を單位とする快速主力艦部隊が編成され
三萬ヤード以上の砲力決戰において有力なる單位を實現すると同時に、分散別働する場合にはその十四吋砲と四〇節速力とを以て、幾多の有効なる作戰を實演することが可能である。◇　いま、アメリカが太平洋に快速主力艦を利用せんとする作戰對策は日本の巡戰艦群の制壓と、其交通網の撃破とにある。（以下略）
55. ↑  〔 解説 〕[147]（中略）今日の世界海上には巡洋戰艦は全部で五隻しかない。英國に二隻 日本に三隻のみである。英は五月廿四日にフツドを失つたので、レパルス、レナウンだけが殘り、日本には金剛、霧島、榛名がある。假りに比叡を改装し得れば四隻の勘定だ。
　アメリカは之を持つてゐない。それが久しい間、同國海軍部内の問題であり、既に一九一六年の大擴張案にも戰艦十隻に對して“巡洋”戰艦六隻を配し、一九一七年から其建造に着手したのであつた。今の航空母艦群の中心たるサラトガ、レキシントンの二隻は之を中途から改造したものである。（華府條約で廢棄された建造中主力艦中から特に二隻の改造を認められた）
　而して其巡洋戰艦計畫は、一に全く日本の金剛級を凌駕する爲に出發したもので、太平洋作戰の爲には此艦種を絶對に必要とするといふのが同國海軍首腦部の意見であつた。
　華府から倫敦への軍縮十五年の後、アメリカはビンソン計畫によつて十四隻の主力艦を建造することになつたが、その中の四隻は依然として金剛級制壓の爲に計畫された。筆者の計畫豫定は大體間違ひないと思ふ（伊藤正徳）。
艦名アイオア　排水量四三,〇〇〇　主砲數十六吋 - 一〇　速力三六節／ニュージャーシー 四三,〇〇〇  十六吋 - 一〇  三六節／ミゾウリ 四五,〇〇〇　十六吋 - 一二　三六節／ウイスコンツン 四五,〇〇〇　十六吋 - 一二　三六節　三六節（記事おわり）

## 参考図書
- 宇垣纏著、成瀬恭発行人『戦藻録』原書房、1968年。
- 世界の艦船 1984年12月号 特集 巡洋戦艦史のまとめ 海人社
- 世界の艦船 1999年6月号 特集 巡洋戦艦 軍艦史上の異彩を顧みる 海人社
- 世界の艦船 1987年3月増刊号 近代戦艦史 海人社
- 世界の艦船 1986年1月増刊号 近代巡洋艦史 海人社
- 世界の艦船 1988年3月増刊号 日本戦艦史 海人社
- リチャード・ハンブル 著、実松譲 訳『壮烈！ドイツ艦隊　悲劇の戦艦「ビスマルク」』サンケイ出版〈第二次世界大戦文庫(26)〉、1985年12月。ISBN 4-383-02445-9。
- ロバート・フォーチェック〔著〕、ハワード・ジェラード、イアン・パルマ―、トニー・ブライアン〔カラー・イラスト〕『連合艦隊ｖｓバルチック艦隊　日本海海戦1905　RUSSIAN BATTLESHIP VS JAPANESE BATTLESHIP　Yellow Sea 1905』平田光夫〔訳〕、株式会社大日本絵画〈オスプレイ“対決”シリーズ5　Osprey DUEL Engage the Enemy〉、2010年1月。ISBN 978-4-499-23011-7。
- 福井静夫 著「第二部　日本の戦艦」、阿部安雄、戸高一成 編『新装版　福井静夫著作集 ― 軍艦七十五年回想第六巻 世界戦艦物語』光人社、2009年3月。ISBN 978-4-7698-1426-9。
- 三野正洋、古清水正夫『死闘の海　第一次世界大戦海戦史』光人社〈光人社NF文庫〉、2004年7月（原著2001年）。ISBN 4-7698-2425-4。
- 学習研究社『〔歴史群像〕第二次大戦欧州戦史シリーズ25　〔図説〕ドイツ海軍全史　作戦・装備から組織・将兵まで！！　ドイツ水上艦部隊の実像に迫る』学習研究社〈歴史群像シリーズ〉、2006年10月。ISBN 4-05-604517-8。

- 国立国会図書館デジタルコレクション - 国立国会図書館
  - 阿部誠雄『日本海軍艦隊論』政教社出版部、1934年3月。
  - 石川島技報編集部「海軍造船中将　永村清　日露戰役後の我が製艦」『石川島技報　昭和十三年十月　第一巻　第二號』株式会社　東京石川島造船所、1938年10月。
  - 石川島技報編集部「海軍造船中将　永村清　軍艦の變遷」『石川島技報　昭和十六年四月　第四巻　第十二號』株式会社　東京石川島造船所、1941年4月、5-12頁。
  - 海軍大佐小栗孝三郎「第二編　艦艇及軍器の進歩／第一章　艦艇」『帝國及列國海軍』丸善株式会社、1909年7月。
  - 海軍大佐小栗孝三郎『最新海軍通覧』海軍通覧発行所、1910年1月。
  - 海軍大臣官房『海軍制度沿革. 巻8(1940年印刷)』海軍大臣官房、1940年1月。
  - 海洋文化協会 編纂『標準　海語辞典』博文館、1944年8月。doi:10.11501/1159310。
  - 財團法人海軍有終會編『太平洋二千六百年史』海軍有終会、1941年11月。
  - 佐藤市郎（海軍中将）『海軍五十年史』鱒書房、1943年5月。
  - 田路坦『歐洲大戦の艦艇の計書及艤装に及ぼせる影響に就て』造船協會、1920年8月。
  - 田路坦『歐洲大戦の艦艇の計書及艤装に及ぼせる影響に就て』造船協會、1920年8月。
  - 田路坦『華府會議に於ける軍備制限問題の經緯』造船協會、1922年12月。
  - 帝国水難救済会 編『帝国軍艦帖』帝国水難救済会出版部、1916年4月。
  - 独海軍軍令部(編); 海軍軍令部(訳)『一九一四年乃至一九一八年海戦史 北海海戦史 第五巻』海軍軍令部、1926年。
  - ヘクトル・シー・バイウオーター(著); 石丸藤太(訳、評)『太平洋戦争と其批判』文明協会事務所、1926年1月。
  - 海軍中佐早川成治「四、装甲巡洋艦と巡洋戰艦」『最新國防叢書　第五輯　巡洋艦の話』科学主義工業社、1938年3月、23-33頁。
  - 日高謹爾『ジュトランド海戦の研究』海軍研究社、1939年12月。
  - 引頭文博「第三編　海軍」『軍港と名勝史蹟』軍港と名勝史蹟發行所、1933年6月。
  - 兵藤憲二『主力艦の展望』札幌印刷所、1939年1月。
  - 藤田精一 編『大日本軍艦写真帖』海上協会、1924年9月。
  - 藤本喜久雄『軍艦設計に對する歐洲大戦の教訓』造船協會〈造船協會會報〉、1922年6月。
  - 海軍大佐藤沢宅雄『最新國防叢書　第一輯　戦艦の話』科学主義工業社、1938年3月。
- 堀内長雄『英和海軍術語辞彙』博文館、1911年8月。doi:10.11501/845040。
  - 山本開藏『過去二十五年間に於ける帝國軍艦の發達に就て』造船協會、1924年9月。
  - 山本開藏『過去四十年間に於ける帝國軍艦の發達』造船協會、1937年6月。
  - 若林欽「第六章　〇輓近の巡洋艦」『今昔船物語』洛陽堂、1917年12月。

- アジア歴史資料センター（公式）（防衛省防衛研究所）
  - 『明治38年 達 完/8月』。Ref.C12070053200。
  - 『帝国国防方針　帝国軍の用兵綱領関係綴　昭和11.2～11.6/御説明参考資料(1)』。Ref.C14121170500。
  - 『帝国国防方針　帝国軍の用兵綱領関係綴　昭和11.2～11.6/御説明参考資料(2)』。Ref.C14121170600。
  - 『帝国国防方針　帝国軍の用兵綱領関係綴　昭和11.2～11.6/御説明参考資料(3)』。Ref.C14121170700。
  - 『帝国国防方針　帝国軍の用兵綱領関係綴　昭和11.2～11.6/御説明参考資料(4)』。Ref.C14121170800。
  - 『昭和19年度　帝国海軍戦時編制案　昭和13.10/昭和19年度戦時編制案　昭和13年10月』。Ref.C14121175900。
  - 『昭和25年度　帝国海軍戦時編制案　昭和13.10/昭和25年度戦時編制案　昭和13年10月』。Ref.C14121176400。
  - 『4　列国海軍造艦術進歩の現状』。Ref.C05034593500。
  - 『貴衆両院議員横須賀工廠及河内観覧一件(4)／明治45年～大正1年　公文備考　巻168　雑件4止(防衛省防衛研究所)』。Ref.C08020226900。
  - 『2年12月19日　英海軍に関する件／明治44年　外国駐在員報告　巻1(防衛省防衛研究所)』。Ref.C10100740000。
  - 『2年10月26日　英巡洋艦進水配置の件／明治44年　外国駐在員報告　巻3(防衛省防衛研究所)』。Ref.C10100742400。
  - 『2年10月22日　英艦火薬庫冷却試験に関する件／明治44年　外国駐在員報告　巻3(防衛省防衛研究所)』。Ref.C10100743300。
  - 『7年8月24日　英国艦艇視察記事　戦艦及巡洋戦艦に就いて、軽装巡洋艦及駆逐艦に就いて対潜水艇装置及潜水艇攻撃または掃海の目的を以て出現せる艦艇に就いて(1)／大正3年　外国駐在員報告　巻5(防衛省防衛研究所)』。Ref.C10100772500。
  - 『7年8月24日　英国艦艇視察記事　戦艦及巡洋戦艦に就いて、軽装巡洋艦及駆逐艦に就いて対潜水艇装置及潜水艇攻撃または掃海の目的を以て出現せる艦艇に就いて(2)／大正3年　外国駐在員報告　巻5(防衛省防衛研究所)』。Ref.C10100772600。
  - 『7年8月24日　英国艦艇視察記事　戦艦及巡洋戦艦に就いて、軽装巡洋艦及駆逐艦に就いて対潜水艇装置及潜水艇攻撃または掃海の目的を以て出現せる艦艇に就いて(3)／大正3年　外国駐在員報告　巻5(防衛省防衛研究所)』。Ref.C10100772700。